# Milano-Torino 2012
Milano-Torino 2012 er den 93. udgav af Milano-Torino, som blev kørt første gang i 1876, hvilket gør det til et af de ældste cykelløb i verden. Det er første gang siden 2007 at løbet bliver kørt d. 26. september 2012, som en del af UCI Europa Tour 2012. Løbet er 199 km langt og starter i Milano og har mål i Torino, Italien.

## Resultat
|    | Rytter                              | Hold                         | Tid     |
| -- | ----------------------------------- | ---------------------------- | ------- |
| 1  | Alberto Contador (ESP)              | Team Saxo Bank-Tinkoff Bank  | 4:32:12 |
| 2  | Diego Ulissi (ITA)                  | Lampre-ISD                   | +0.15   |
| 3  | Fredrik Kessiakoff (SWE)            | Astana Pro Team              | +0.24   |
| 4  | Joaquin Rodriguez (ESP)             | Team Katusha                 | +0.36   |
| 5  | Carlos Alberto Betancur Gomez (COL) | Acqua & Sapone               | +0.36   |
| 6  | Fabio Taborre (ITA)                 | Acqua & Sapone               | +0.43   |
| 7  | Domenico Pozzovivo (ITA)            | Colnago-CSF Bardiani         | +0.45   |
| 8  | Chris Anker Sørensen (DAN)          | Team Saxo Bank-Tinkoff Bank  | +0.45   |
| 9  | Vincenzo Nibali (ITA)               | Liquigas–Cannondale          | +0.45   |
| 10 | Franco Pellizotti (ITA)             | Androni Giocattoli-Venezuela | +0.53   |
| 76 | Mads Christensen (DAN)              | Team Saxo Bank-Tinkoff Bank  | +1.20   |